# Lombriduc
Les lombriducs sont des écoducs légers et spécialisés construits pour permettre la continuité du passage des vers de terre et d'autres invertébrés, afin que ces derniers puissent plus facilement circuler et échanger leurs gènes sur des parcelles fragmentées par des routes ou chemins imperméables et/ou damés. Ils jouent le rôle de petits corridors biologiques. 

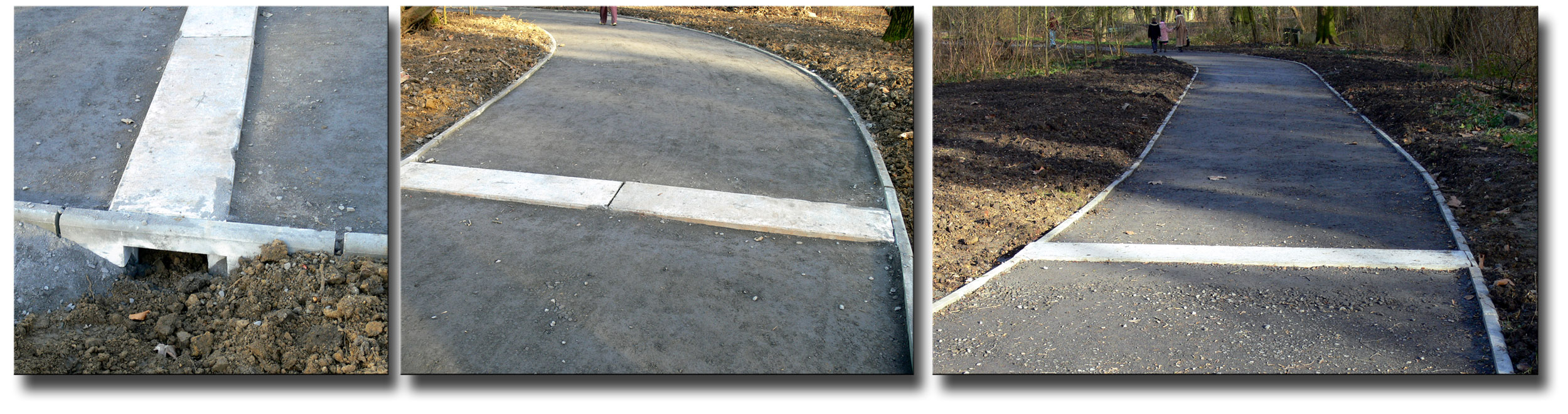
Écoducs dit « lombriducs », destinés à permettre aux vers de terre et à d'autres invertébrés ou micromammifères de traverser ce chemin de promenade. Dans ce passage en forme de U renversé, la terre d'origine n'a pas été touchée ni damée durant le chantier (Parc urbain, Lille, Nord de la France).

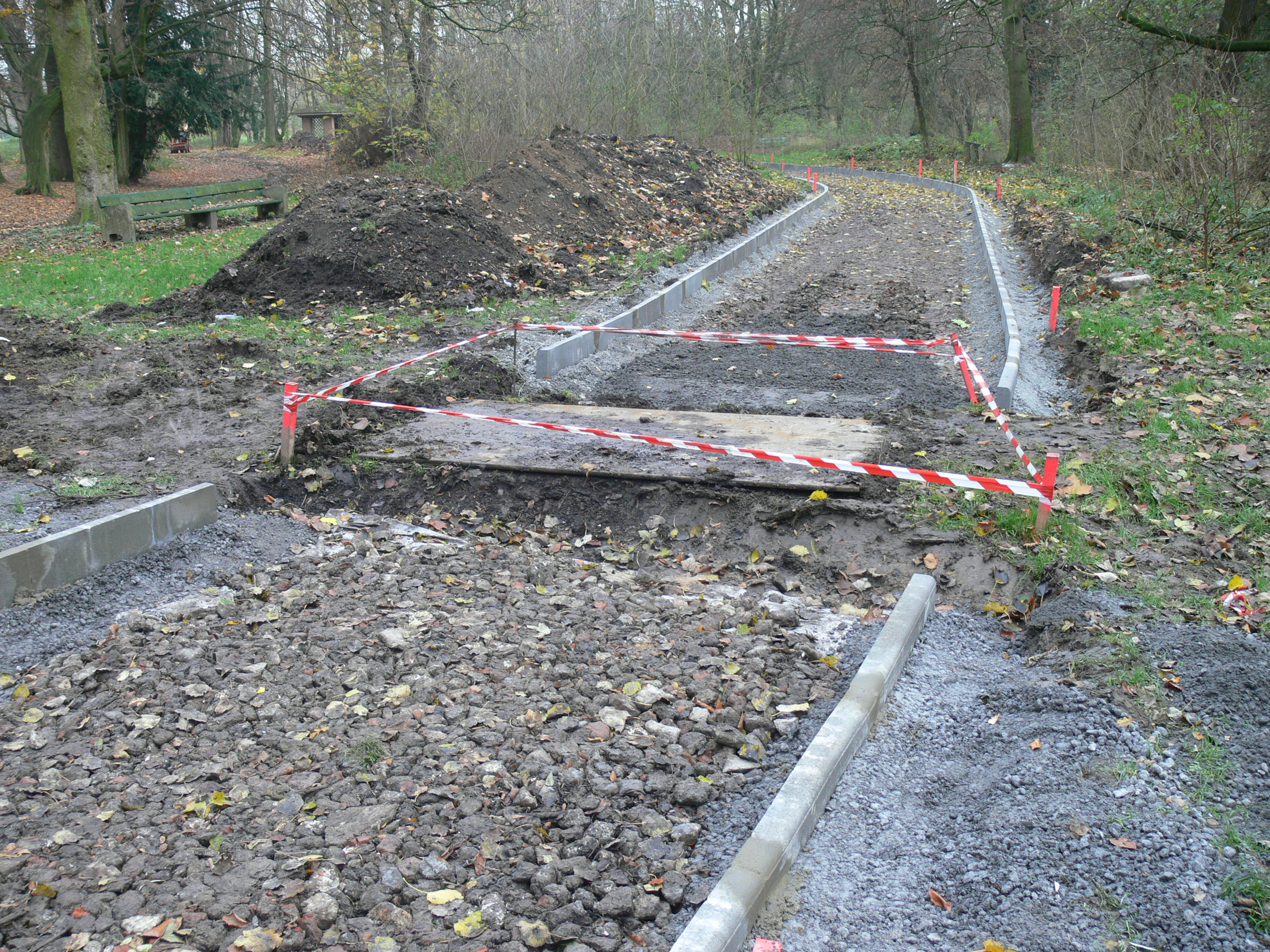
Durant les travaux, le sol originel est le mieux possible protégé du tassement et des perturbations (Parc de la Citadelle, Lille, 2006).

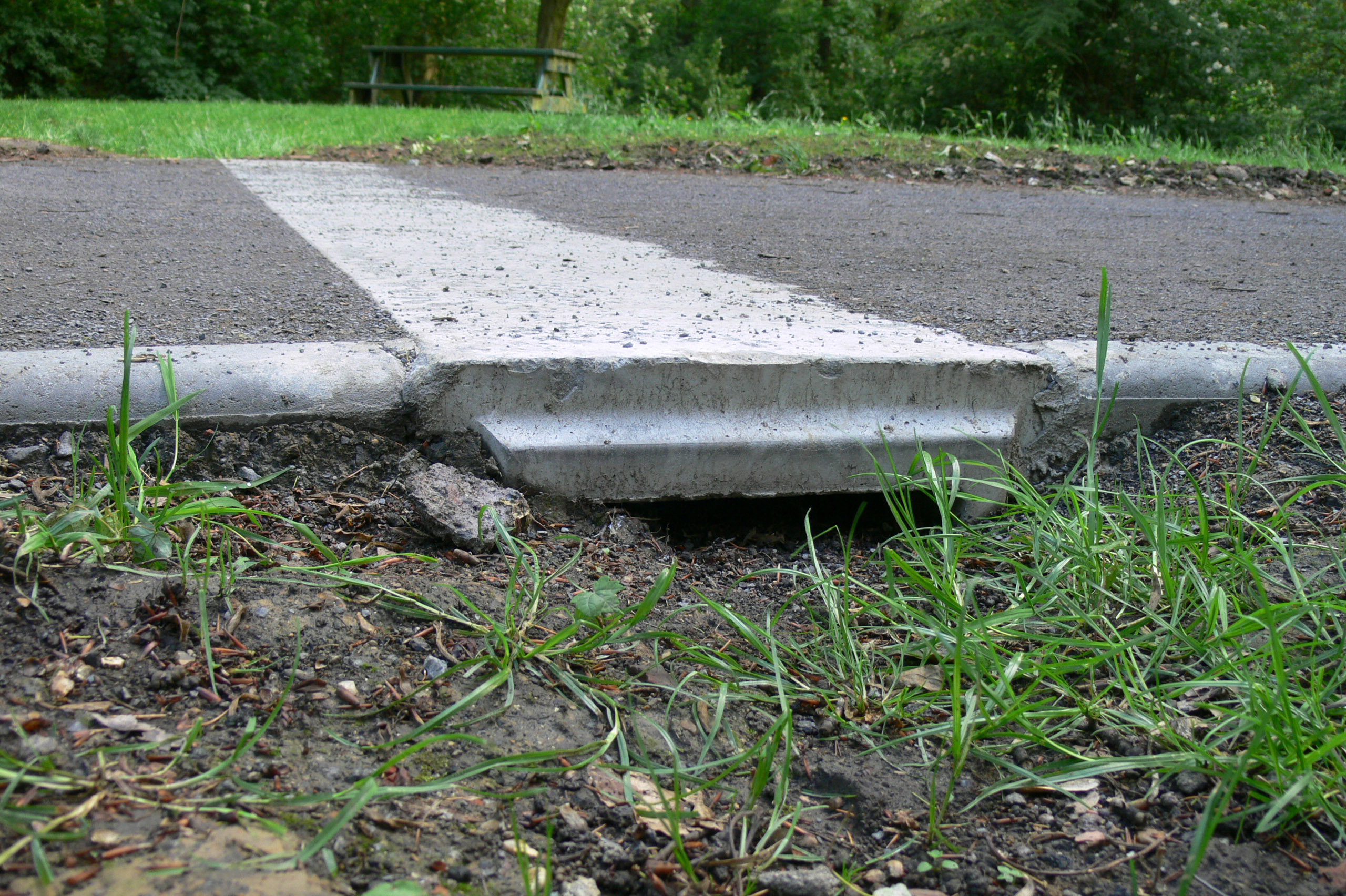
Résultat final : invertébrés et micromammifères peuvent traverser la route sans s'exposer à leurs prédateurs.

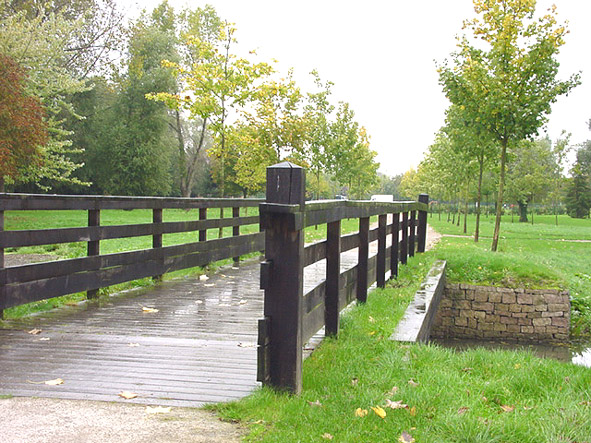
Autre type de lombriduc ; permettant aux vers de terre de traverser un petit cours d'eau. C'est un des éléments du réseau de corridors biologiques internes au Parc de la Deûle, lui-même élément d'une trame verte régionale, (photographie prise à Wavrin), près de Lille, en Région Nord-Pas-de-Calais, France.

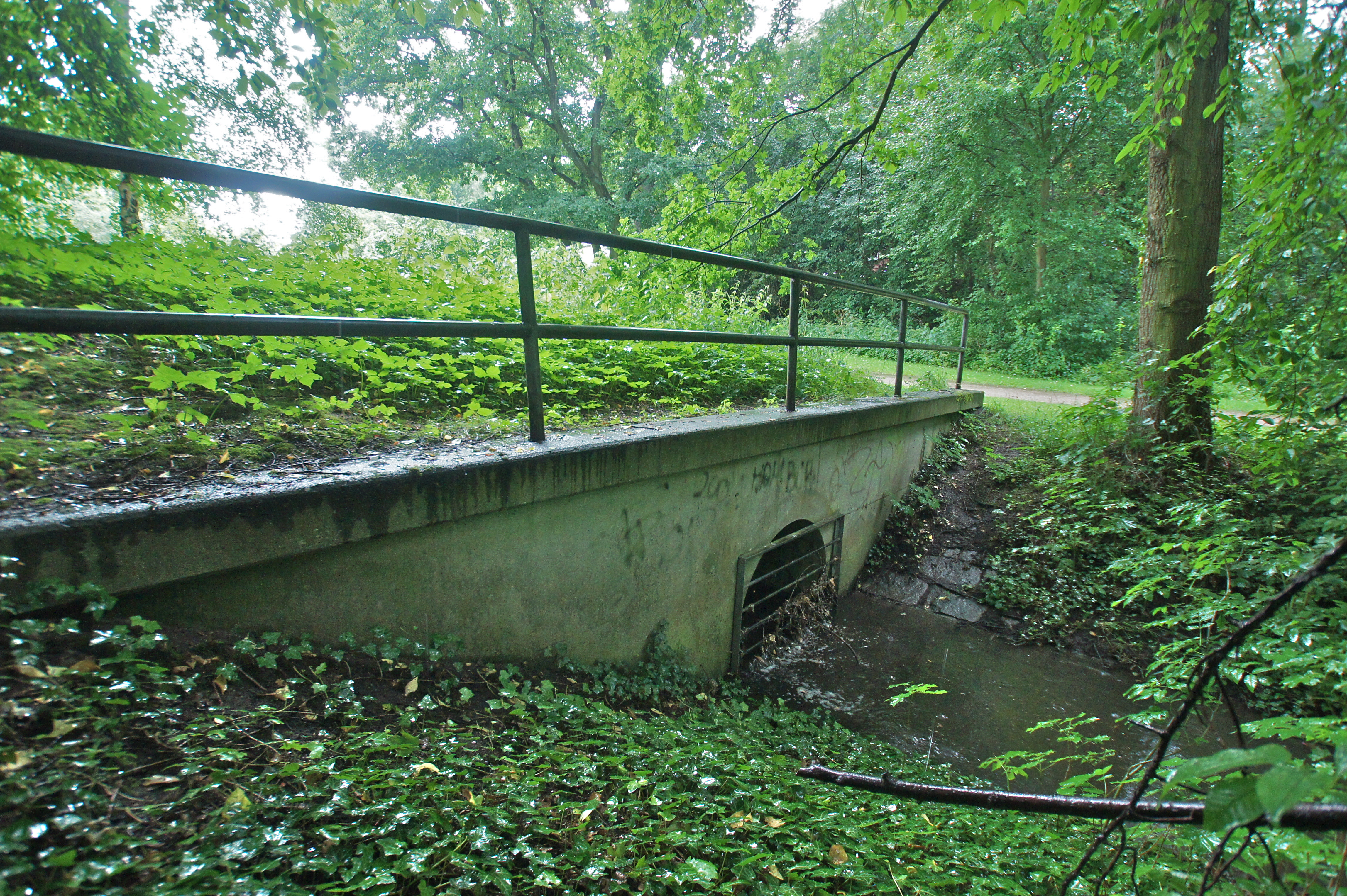
Ce petit pont présente l'inconvénient d'un busage étroit de la rivière Schulteichgraben (près de Hambourg), mais sa végétalisation lui confère un rôle (involontaire) de petit écoduc (dont lombriduc) au-dessus du cours d'eau

## Fonctions
Les lombriducs sont à ce jour conçus pour passer sous une route, ou au-dessus d'un petit cours d'eau canalisé comme cela a été le cas dans le Parc de la Deûle (photo ci-contre).
De nombreux batrachoducs construits sous des routes pourraient théoriquement jouer un rôle de conduction pour les vers de terre, mais les lombrics ont besoin d'un substrat qui n'a pas été damé ni enrichi en chaux ou ciment durant les travaux et qui reste humide. De plus la plupart des batrachoducs sont en réalité des structures conçues comme des tuyaux ; sans contact direct avec le sol originel. En leur centre, il est fréquent que la terre soit trop sèche pour des invertébrés fouisseurs tels que les vers de terre. Certains batrachoducs sont couverts d'une grille permettant à la pluie d'humidifier le passage, mais dans les pays froids c'est aussi une entrée pour le sel de déneigement. Sur les voies automobiles, c'est aussi une entrée pour les polluants induits par le trafic.

## Utilité pour d'autres espèces
D'autres espèces, d'invertébrés, fongiques (champignons) et parfois végétales ou micromammifères peuvent profiter des lombriducs pour traverser des infrastructures écologiquement fragmentantes afin de se déplacer dans le paysage pour répondre à leurs besoins vitaux (de migration notamment).

## Perspectives et coûts
Ces dispositifs sont construits pour un coût marginal par rapport au prix du chantier, mais ils restent encore expérimentaux et réservés à de petites infrastructures. Des études restent à faire pour les adapter aux grands axes de circulation, pour lesquels leur fonctionnement devra être évalué, car on sait que les lombrics sont très sensibles à certains types de vibrations qui les font remonter en surface.